# 佐藤貴之
佐藤 貴之（さとう たかゆき、1972年1月30日- ）は、日本の実業家。インターネットテレビ局アリティーヴィーの代表取締役。
宮城県仙台市出身。
以前は仙台の映像制作会社に在籍し、様々な地上波テレビ番組を中心に制作していた。
妻は東日本放送（KHB）の元アナウンサーの浜知美。娘が2人いる。

## 人物・経歴
アリティーヴィーの創設者で、アリティーヴィー株式会社の代表取締役社長を務める。突発的なアイディアとフットワークの軽さに定評がある。その優れた行動力から生み出された作品は数知れない。

## 主な制作番組
KHB東日本放送
- 住宅情報番組ザ・HOWジング
- インターネットバラエティ テレメア王国
- シースルーナイトFEVER
- 宮城県広報番組 情報クリッパー
- リクエストバラエティ 裏影
- 裏のオク〜楽オク生活のすすめ〜
- みやぎふるさとCM大賞
- エコライブセンダイ

テレビ朝日系6県ネット
- 八波一起のTVイーハトーブ
- 週間ことばマガジン

テレビ朝日系全国放送
- マギー審司のマジカルみちのく紀行
- みんなの食堂

アリティーヴィー
- THE BOSS
- アリな旅行社
- オヤバカちゃんねる
- LIVE&PEACE
- MUSIC ANTS
- ARIWOOD
- 伊達衆～仙台の洒落た人々～
- ドンフィリッポの冒険
- 突発！
- センダイぶらりんマップ
- 仙台わけアリ不動産
- SENDAINEWSANTS
- THE PARTY